# لین اسکریفوارس

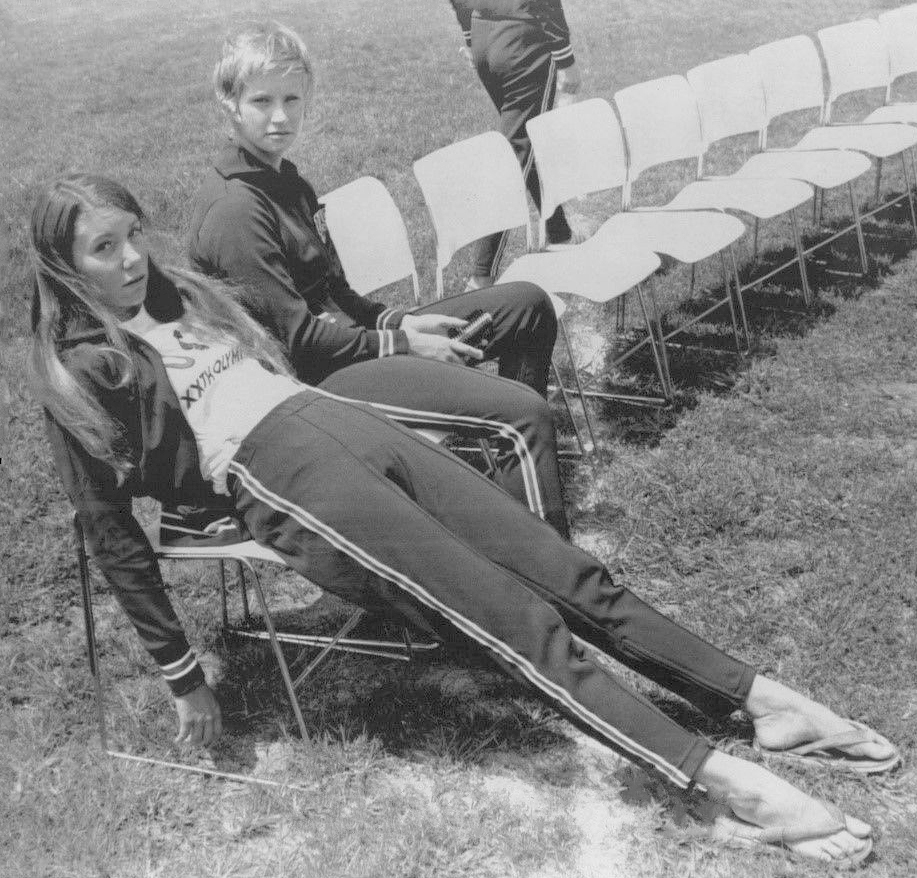
لین اسکریفوارس در سمت چپ تصویر، المپیک ۱۹۷۲

لین اسکریفوارس (به انگلیسی: Lynn Skrifvars) (زادهٔ ۸ فوریهٔ ۱۹۵۱) شناگر اهل ایالات متحده آمریکا است.